# تسوکمایر ۸۰۵۸
سیارک ۸۰۵۸ (به انگلیسی: 8058 Zuckmayer، نامگذاری:3241T-3) هشت هزار و پنجاه و هشتمین سیارک کشف شده‌است که در ۱۶ اکتبر ۱۹۷۷ کشف شد.
قدر مطلق سیارک برابر ۱۵٫۰۰ است.